# Pó
A Pó (olaszul Po, latinul: Padus) folyó Észak-Olaszországban. A Nyugati-Alpokban a Monte Viso hegy lábánál ered és Velencétől 50 km-re délre ömlik az Adriai-tengerbe.
Olaszország leghosszabb (652 km) és legjelentősebb folyója. Szintkülönbsége 2022 m, úgy, hogy az első 35 km-en 1700 m az esés.
Vízgyűjtő területe (72 000 km²) az ország területének közel egynegyede. Ferrarától (60 km a tengertől) kezdődő deltája is hatalmas (380 km²) kiterjedésű. Öt fő ága név szerint:Po di Maestra, Po della Pila, Po delle Tolle, Po di Gnocca és Po di Goro.
Jelentősebb városok a Pó mentén: Torino, Piacenza, Cremona, Ferrara.
A Pó-síkságot enyhe kontinentális éghajlat uralja. Ez Olaszország legfejlettebb mezőgazdaságú területe, de a gazdasági többi szektora is fejlettebb az ország többi részénél.

## Érdekesség

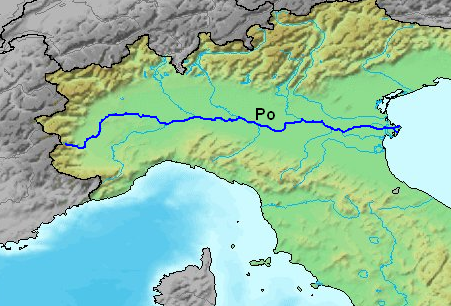
A folyó térképe

2005-ben a folyóból vett vízminták alapján megállapítást nyert, hogy kb. 4 kg kokaint fogyasztanak el naponta a Pó mentén, háromszor többet, mint amennyire becsülték.